# إميليو برادوس
إميليو برادوس سوش (بالإسبانية: Emilio Prados) شاعر إسباني ينتمي إلى جيل 27 ، ولد في مالقة، إسبانيا في 14 مارس عام 1899.أسس برادوس بالتعاون مع مانويل ألتولاغيري المجلة الساحلية. نُفي برادوس إلى المكسيك منذ عام 1939 حتى 1962، وتتناول مؤلفته في هذه الفترة الأشعار الأكثر كثافة وفلسفية وانتقل إلى مفهوم الحياة الجديدة والتضامن، والحب، وقد عبرت عن شعوره العميق بعدم الانتماء والوحدة. ومن أشهر أعماله يأتي وقت عام 1925 وأغنيات الحارس عام 1926. وتوفي في 24 أبريل عام 1962 بالمكسيك.

## السيرة الذاتية

### حياته
عاش إميليو برادوس أول خمسة عشر عاماً من حياته في مالقة، حيث درس فيها حتى المرحلة الثانوية، وفي عام 1914، حصل على وظيفة في مجموعة الأطفال في المساكن الطلابية ب مدريد. وفي هذه المدرسة الداخلية تعرّف على خوان رامون خيمينيث، أحد الضيوف المنتظمين، بالإضافة إلى حبه للكتب وتحديدا الشعر، الذي غرسه فيه جده ميجيل سوش منذ طفولته.
وفي عام 1918، انضم إميليو برادوس إلى المجموعة الطلابية في مساكن الطلبة، والتي تحولت إلى نقطة التقاء افكار الطليعة في أوروبا ومنتدى دائم للحوار بين العلم والفن، وفي هذه الأرض الخصبة تكونت حركة جيل 27، حيث بدأ تكوين صداقات مع كل من فيديريكو غارسيا لوركا ولويس بونويل وخوان فيسنس وخوسيه بيللو وسلفادور دالي.

إميليو برادوس مع فيدريكو غارسيا لوركا

المجلة الساحلية

وفي عام 1921، تفاقم المرض الرئوى الذي أصيب به منذ طفولته، والذي أجبره على الالتحاق بمصحة دافوسبلاتز في سويسرا حيث قضى الجزء الأكبر من العام. في هذه العزلة العلاجية، بدأ إيميليو برادوس يستكشف الكتاب الأكثر تميزا في الأدب الأوروبي، مما عزز موهبته ككاتب. بعد هذه الفترة، في عام 1922 استأنف تعليمه بحضوره دورات في الفلسفة في جامعات فرايبورغ وبرلين، وزار العديد من المتاحف والمعارض الفنية في المدن الألمانية الكبرى، وتعرّف على بيكاسو والعديد من الفنانين الإسبان في باريس.

## عمله
وفي صيف عام 1924، عاد إلى مالقة حيث استكمل عمله ككاتب وأسس مع مانويل ألتولاغيري المجلة الساحلية (بالإسبانية:La Revista Litoral)  وهي المَعْلّم الأكثر تجديداً في الثقافة الإسبانية في العشرينيات، وفي صفحاتها تعكس الحوار بين الشعر والموسيقى والرسم والذي تعلمه في المساكن الطلابية وجمع العديد من الشخصيات البارزة تحت مفهوم إبداعى واحد مثل: خورخي غيين ومورينو فيلا ومانويل دى فالا وبابلو بيكاسو وسلفادور دالى وإنجيليس أورتيز وفيديريكو غارسيا لوركا من بين آخرين.
وفي عام 1925، بدأ عمله كمحرر في المطبعة الجنوبية حيث عمل أيضاً مع ألتولاغيري. نشرت هذه الحلقات الدراسية جزء كبير من عناوين الشعرل جيل 27. والعمل الدؤوب في النشر الذي حققه كلا الشاعرين وفر لهم مكانه عالمية. وبجانب نشاطاته الإبداعية، كان التزامه الإجتماعى يصب في اهتمامه المتزايد بالقطاعات الأكثر فقراً والمظلومه في المجتمع. وأصبح في جمهورية كاملة عام 1934 عندما ظهر اقترابه من اليسار صراحةً. ومناخ العنف الذي ساد مالقة أدى إلى اندلاع الحرب وهذا ما جعله ينتقل إلى مدريد وهناك سيدخل ليكون جزء من تحالف المثقفين المناهضين ل الفاشية. وتعاون في الأعمال الإنسانية، وساعد في تنظيم المؤتمى العالمى الثانى للكتّاب، ونشر العديد من الكتب مثل: تكريم للشاعر فيديريكو غارسيا لوركا والقصائد الشعبية العامة في الحرب الأهلية الإسبانية، وفي ذلك الحين نُشرت العديد من أعماله. وحصل برادوس على الجائزة الوطنية في الآداب عن مجموعته الشعرية في الحرب (القدر الوفي)  عام 1938.
وبعد فترة وجيزة، أقام في برشلونة ليتولى أمر منشورات وزارة الثقافة العامة، بالتعاون مع ألتولاغيري مرة أخرى. لكن الوضع في إسبانيا في بدايات عام 1939 كان لا يمكن الدفاع عنه بالنسبة لمواطن جمهوري لذلك قرر الذهاب إلى باريس. في 6 مايو عام 1939 رحل برادوس مع البارزين المثقفين الجمهوريين إلى المكسيك حيث مكث هناك حتى وفاته عام 1962

إميليو برادوس في المكسيك

.

## أعماله

### أعماله الشعرية

#### أعماله الأولى (من عام1925إلىعام1928)
في هذه الأعمال، يوضح شعر برادوس العلاقة بين الطبيعة والآخرية والمزج بين عناصر الطليعة والسيريالية مع جذوره العربية/الأندلسية مثل:
- وقت[10] (عام 1925)
- أغنيات الحارس[11] (عام 1926)

"هما من أبرز الأعمال في الفترة الأولى من شعر برادوس ويمتاز كلا العملين بالشعر الملئ بالألوان"
- عشرون قصيدة في الشعر[12]
- ستة طوابع للأحاجى (عام 1925)
- عودة [12] (عام 1927)

¨هي مجموعة شعرية جديدة والتي تعتبر واحدة من الأعمال المميزة في هذه الفترة"

كتاب أغنيات الحارس

- سر الماء[13] (كُتبت في عامي 1926-1927، ونُشرت في عام 1954، ضمن المجموعة الأدبية)

"هو عبارة عن تأملات الشاعر في الطبيعة"
- الجسد المُطارَد[14] (كُتبت في عامي 1927-1928، وتُشرت في عام 1946)

"هو من أوائل الأعمال في هذه الفترة وله طابع رومانسي"

#### الشعر السياسي (من عام1932إلى عام 1938)
في هذه الفترة، كرّس برادوس نفسه للشعر الاجتماعي والسياسي، وقام بتطوير هذه الموضوعات باستخدام اللغة السيريالية ومثل هذه الأشعار:
- الصوت الأسير[15] (كُتبت في عامي 1932-1935)
- إذهب، إذهب عبر العالم[16] (كُتبت في عامي 1931-1935)

" وهما من الأعمال التي تتميز بالعنف والتشاؤم "
- تقويم كامل للخبز والسمك (كُتبت في عامي 1933-1934)
- الأرض التي لا تتنفس
- ست حجرات
- بكاء في الدم[12] (كُتبت في عامي 1933-1937)
- البكاء الخفي[17] (عام 1936)
- ثلاث أغانى[18]
- إشادة بالشاعر فيديريكو غارسيا لوركا حتى وفاته
- الشعر الشعبي
- القصائد الشعبية العامة في الحرب الأهلية الإسبانية[14]

- كتاب أغاني صغير من أجل المحاربين[13]

كتاب القصائد الشعبية

"مجموعة من الأشعار التي صوّرت الأحداث خلال الحرب الأهلية وموقف الشاعر تجاه هذه الأحداث"
- القدر الوفى[8] (المجموعة الشعرية التي تضم جميع شعر الحرب، وحصل بها على الجائزة الوطنية في الآداب[1])

#### الشعر في المنفى
نُفي برادوس إلى المكسيك منذ عام 1939 حتى عام 1962، أشعاره في هذه الفترة عبرت عن شعوره العميق بعدم الانتماء والوحدة. وفي النهاية المسار الشعرى الذي اتخذه برادوس يتوجه إلى الشعر الأكثر كثافة وفلسفية وإلى مفهوم الحياة الجديدة، والتضامن، والحب، وهذا ما تأكد تلقائياً في استقلاله ورؤيته المفتوحة والطليعية والتي كان يدافع عنها دائماً في جيل 27. وهذه الأشعار مثل:
- ذكرى من النسيان (عام 1940) [19]
- الحديقة المغلقة[20] (في عامي 1940-1946)

"هي كتاب ضخم وهام جداً حيث أنه منظم بدقة بالغة واللغة فيه موجزة ومُحكَمه وبها يعبر برادوس عن الصراع الداخلي للحصول علي التوازن وقطع علاقته بالعالم (من العالم المصغر وهو مالقة والتي تمثل المنظر الطبيعي الداخلي والصغير إلي الصراع القوى في الحرب). الحديقة المغلقة تعبر عن الموت والطريق المؤلم الذي يعبر من الحنين إلي إحساس الرجل بالوقت في ماضيه وحاضره ومستقبله. لقد أُعيد نشرها في عام 1953 ولكن تحت عنوان النائم في العشب"

كتاب النهر الطبيعى

- الموت المصغر (عام 1944) [19]
- أشباه الظل
- نائم في العشب[21](عام 1953)
- النهر الطبيعي (عام 1957)

- قليل من الحلم (عام 1957) [22]
- الحجر المكتوب[21](عام 1961)
- إشارات الذات (عام 1962)
- الشفّافيّة (عام 1962)
- موعد بلا حدود (نُشرت عام 1965)
- متى سيعودوا؟